# Hybosorus illigeri
Hybosorus illigeri är en skalbaggsart som beskrevs av Reiche 1853. Hybosorus illigeri ingår i släktet Hybosorus och familjen Hybosoridae. Inga underarter finns listade i Catalogue of Life.